# Antón Egas

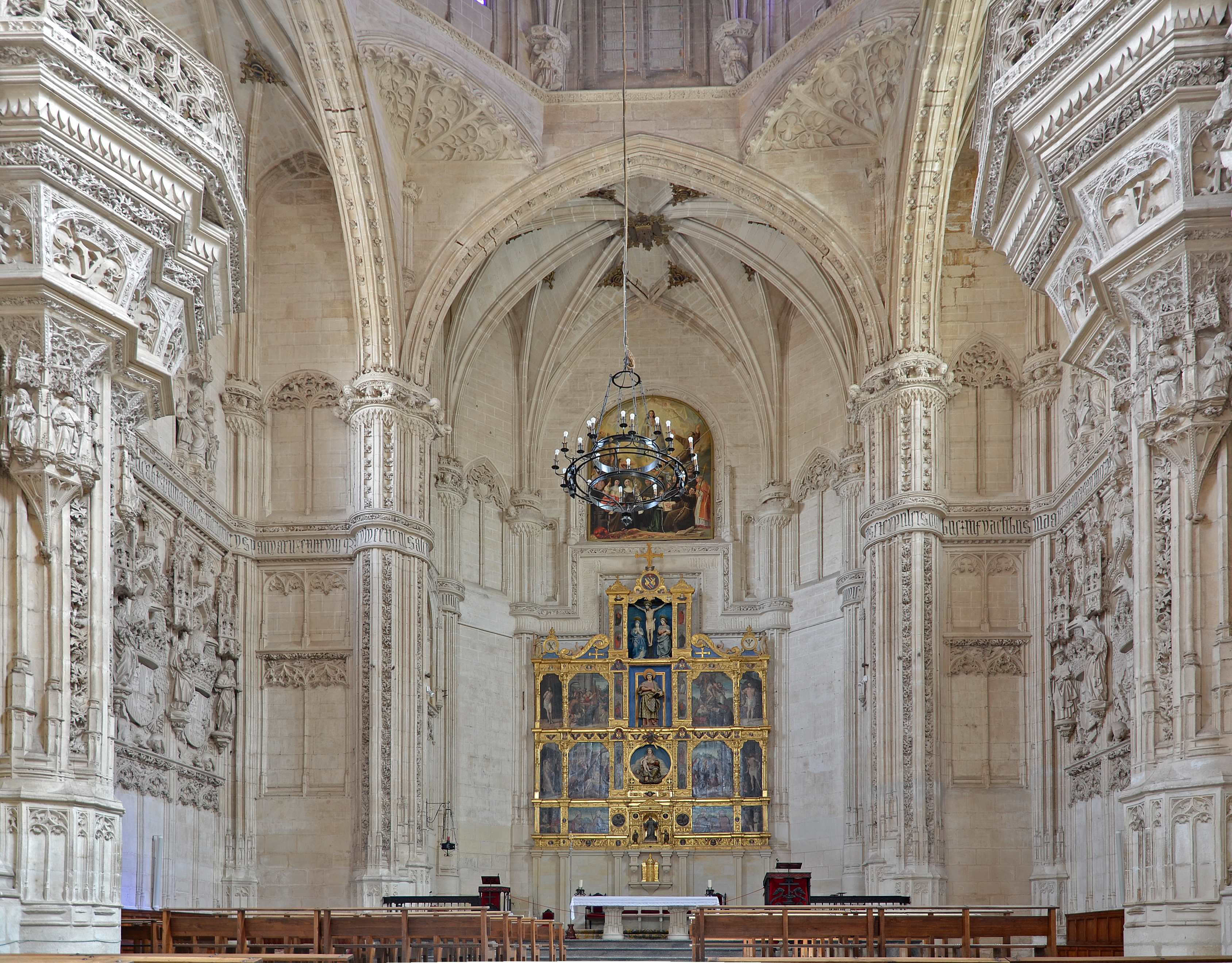
San Juan de los Reyes, Toledo.

Antón Egas, nacido en Toledo hacia 1475 y fallecido en 1531 es un arquitecto y escultor español. 

## Biografía
Fue uno de los miembros de la familia Egas, hijo de Egas Cueman que le introduce en la profesión en un momento de la historia de España de gran actividad constructiva religiosa. Tanto él como Enrique Egas siguen el estilo de Juan Guas, que funde las formas flamígeras del maestro Hanequin con las del mudéjar toledano.
Entre sus obras destacan trabajos en el monasterio y el Colegio de Infantes de Guadalupe, el monasterio de San Juan de los Reyes y la catedral de Toledo, la Catedral Nueva de Salamanca, la capilla de San Andrés en Toledo y el claustro del desaparecido convento de Nuestra señora del Valparaíso en Chinchón. Trabaja igualmente en la traza de los Hospitales Reales, de Santiago de Compostela y Granada.
Muchos de sus trabajos tienen un estilo que duda entre el gótico y el renacimiento, por ello a sus obras se las considera arcaizantes. A veces es difícil afirmar cuales son las obras que él trazara en solitario, pues la colaboración con su hermano hace casi siempre imposible darle la paternidad.